# 212 Medea
Medea /mɪˈdiːə/ (định danh hành tinh vi hình: 212 Medea) là một tiểu hành tinh rất lớn ở vành đai chính, và có màu khá tối. Ngày 6 tháng 2 năm 1880, nhà thiên văn học người Áo Johann Palisa phát hiện tiểu hành tinh Medea khi ông thực hiện quan sát ở Pola và đặt tên nó theo tên Medea, một công chúa trong thần thoại Hy Lạp.
Các nhà quan sát ở đài thiên văn Antelope Hill đã ghi các dữ liệu đường cong ánh sáng của nó. Đài thiên văn này được Trung tâm Tiểu hành tinh chỉ định là đài thiên văn chính thức.